# Huxham
Huxham est un hameau et une paroisse civile du Devon, situé dans l'Angleterre du Sud-Ouest. 